# Noah Huntley
Noah Cornelius Marmaduke Huntley (ur. 7 września 1974 w Wiston) – brytyjski aktor i model.

## Życiorys
Urodził się w Wiston w hrabstwie West Sussex jako jedno z ośmiorga dzieci Karen i Graham  Huntleyów. W rodzinie było sześć dziewczynek i dwóch chłopców, w tym trzy komplety bliźniaków, jego bliźniacza siostra ma na imię Echo. Uczęszczał do Windlesham House School w Pulborough. Naukę kontynuował w Leighton Park School w Berkshire i Our Lady of Sion School w Worthing.
W wieku 13. lat debiutował na srebrnym ekranie rolą Johna Burdena, syna detektywa inspektora Mike’a Burdena w telewizyjnym filmie kryminalnym TVS Wilk do bicia (Wolf to the Slaughter, 1987). Swoją karierę na małym ekranie kontynuował w brytyjskiej operze mydlanej Emmerdale (1993-95) jako Luke McAllister i w roli doktora Willa Curtisa w medycznym serialu BBC Szpital Holby City (Holby City, 2004–2005).
W 2002 roku wystąpił na scenie Library Theatre w Manchesterze jako Nick w przedstawieniu Edwarda Albee Kto się boi Virginii Woolf?. Grał także rolę księcia Charminga w inscenizacji Kopciuszek, The Seduction of Anne Boleyn jako George Boleyn i When Did You Last See My Mother Christophera Hamptona jako Jimmy.
Na dużym ekranie wystąpił w postapokaliptycznym filmie sci-fi 28 dni później (28 Days Later..., 2002), a następnie jako dorosły Piotr Pevensie w filmie przygodowym w konwencji fantasy, który powstał na podstawie powieści C.S. Lewisa pod tytułem Opowieści z Narnii: Lew, czarownica i stara szafa (The Chronicles of Narnia: The Lion, the Witch and the Wardrobe, 2005). Był narratorem filmu dokumentalnego Channel 4 Spotkanie mojej gwiazdy porno (Date My Porn Star, 2013) z udziałem Manuela Ferrary, Jessiki Jaymes i Natalii Starr.
Jako model występował w kampaniach Bloomingdales, Paula Smitha, Jigsaw, Cacharel i Nautica. Wziął udział w sesjach zdjęciowych z Annie Leibovitz dla Stella Artois i Peterem Lindberghem dla L’Oréal. Wystąpił także jako model w międzynarodowych wydaniach „Vogue Hommes”, „Esquire” i „GQ”.

## Życie prywatne
Jest związany z aktorką Cassie Raine. Gra na harmonijce. Jest wegetarianinem.

## Filmografia

### Filmy fabularne
- 1987: Wolf to the Slaughter (TV) jako John Burden
- 1988: No Crying He Makes (TV) jako John Burden
- 1988: A Guilty Thing Surprised (TV) jako John Burden
- 1989: No More Dying Then (TV) jako John Burden
- 1989: Zaczarowany ogród Tomka (Tom's Midnight Garden, TV-BBC) jako James
- 1990: Najlepszy człowiek dla śmierci (The Best Man to Die, TV) jako John Burden
- 1993: Strzelające gwiazdy (Shooting Stars) w roli samego siebie
- 1996: Zbuntowana załoga (True Blue) jako Nick Bonham
- 1997: Ukryty wymiar'' (Event Horizon) jako płonący człowiek
- 1999: The Cyberstalking (TV) jako Jack
- 1999: Zaczarowany ogród Tomka (Tom's Midnight Garden) jako 20-letni James
- 2001: Mgły Avalonu (The Mists of Avalon, TV) jako Gawain
- 2001: Megiddo:Omega Code 2 jako 21-letni Stone Alexander
- 2002: 28 dni później (28 Days Later...) jako Mark
- 2002: Where the Heart Is (serial TV) jako Davey Ludford
- 2005: Opowieści z Narnii: Lew, czarownica i stara szafa (The Chronicles of Narnia: The Lion, the Witch and the Wardrobe) jako dorosły Piotr Pevensie
- 2007: Dark Floors jako Ben
- 2011: Wasza wysokość (Your Highness) jako Head Knight
- 2012: Królewna Śnieżka i Łowca (Snow White and the Huntsman) jako król Magnus
- 2014: Dracula: Historia nieznana jako kapitan Petru
- 2015: Już za tobą tęsknię (Miss You Already) jako dyrektor wykonawczy
- 2018: Paweł, apostoł Chrystusa (Paul, Apostle of Christ) jako Publius

### Seriale TV
- 1992: Nice Town jako Nigel Dobson
- 1993-95: Emmerdale jako Luke McAllister
- 1994: Dolina Moonacre (Moonacre) jako Robin
- 1997: Where the Heart Is jako Davey Ludford
- 1998: Ptaki ojca (Birds of a Feather) jako Dominic
- 1998–1999: Dram Team jako Michael Dillon
- 2000: Morderstwa w Midsomer (Midsomer Murders) jako Noel Wooliscroft
- 2003: Sprawy inspektora Lynleya jako Cliff Hegarty
- 2004–2005: Szpital Holby City (Holby City) jako dr Will Curtis
- 2006: The Afternoon Play jako Gary
- 2006: O krok od śmierci (I Shouldn’t Be Alive)  jako Warren MacDonald
- 2019–2020: Pandora jako profesor Donovan Osborn